# 麥克·科克里爾
迈克·科克里尔（英語：Michael Cockerill，1960年11月20日—2017年8月31日），是一名澳大利亚足球调查记者，为Fairfax、福克斯体育和C7体育撰写文章。 他也是一名足球评论员和比赛评论员,，经常出现在福克斯体育的足球节目中。
2011年, 他被引入澳洲足球联邦名人堂。
2017年8月31日，在日本-澳大利亚世界杯预选赛前夕，福克斯体育频道宣布，科克里尔因癌症去世。